# Lincoln Burrows
Lincoln "Link" Burrows è un personaggio della serie televisiva Prison Break. È interpretato da Dominic Purcell. La storia del telefilm si svolge attorno alla condanna a morte di Lincoln, ingiustamente accusato di avere ucciso il fratello del vice presidente degli Stati Uniti e attorno al piano di suo fratello, Michael Scofield per farlo fuggire dal penitenziario dove è rinchiuso, Fox River.
Essendo uno dei personaggi principali della serie, Lincoln ha un ruolo preminente in tutta la storia ed è apparso in tutti gli episodi della serie televisiva. Il rapporto fra i due fratelli è spesso soggetto ai grandi sacrifici che sia Michael che Lincoln fanno o hanno fatto l'uno per l'altro. In un'intervista, il creatore della serie, Paul T. Scheuring, ha ammesso che è stato "estremamente difficile" trovare gli attori giusti per i due personaggi. Dominic Purcell è stato ingaggiato per la parte tre giorni dopo l'inizio delle riprese dell'episodio pilota.

## Storia
Dopo la morte della loro madre, Lincoln diventa il tutore di Michael. Si ritira dalla Morgan Park High School di Toledo, in Ohio, durante il secondo anno e si trasferisce a Chicago dove cade nella trappola del crimine. Prima di essere accusato dell'assassinio del fratello del vicepresidente degli Stati Uniti, viene arrestato per furti minori, come rapina, danni a proprietà private, possesso di droga e percosse.
Quando Michael ha 18 anni, Lincoln prende in prestito 90.000 dollari per pagare l'università al fratello, dicendogli che quei soldi vengono da un'assicurazione che la loro madre ha lasciato a Michael. In realtà, non esiste nessuna assicurazione e quel prestito rappresenta solo il primo passo verso la condanna a morte di Lincoln. Quando Michael scopre tutto, nasce in lui un senso di colpa e responsabilità verso il fratello che lo spingerà ad organizzare il piano di evasione dal penitenziario di Fox River.

## Abilità
Lincoln è un uomo molto robusto, in grado di esercitare un livello di forza notevole. Avendo trascorso la maggior parte della sua vita sulle strade, è divenuto molto abile nel combattimento corpo a corpo al punto da affrontare contemporaneamente più detenuti o più agenti dell'Agenzia. Si è dimostrato inoltre un buon pilota, infatti in più occasioni ha dimostrato le sue capacità alla guida seminando i suoi nemici, oltre a essere abile a usare le pistole. 